# Niedźwiedziówka babkówka
Niedźwiedziówka babkówka, misiówka czwórka (Parasemia plantaginis) – gatunek motyla z rodziny mrocznicowatych (Erebidae) i podrodziny niedźwiedziówkowatych.
Przednie skrzydło długości 16 do 21 mm. Oba skrzydła o tle od kremowobiałego przez ochrowe aż po ciemnożółte lub czerwone, a deseniu czarnym, w formie pozlewanych przepasek, tak szerokim, że tło widoczne jest jako plamy. Wzór zmienny.
Gąsienica czarnobrunatna z czarną głową i brunatnawym owłosieniem. Do jej roślin żywicielskich należą m.in.: babka lancetowata, borówka, jastrzębiec, lepnica rozdęta, mniszek pospolity, szczaw zwyczajny. 
Rozsiedlenie palearktyczne.